# Lorenzo Minotti
Lorenzo Minotti (Cesena, 8 de fevereiro de 1967) é um ex-futebolista profissional italiano, que jogava como zagueiro.

## Carreira
Fez sucesso no Parma, onde atuou de 1987 a 1996.
Minotti abandonou os gramados em 2001, quando jogava no Treviso.

## Seleção
Defendeu a Seleção Italiana de Futebol na Copa do Mundo FIFA de 1994, porém não atuou em nenhum jogo da Azzurra naquela Copa sendo um dos dois únicos jogadores(o outro foi o terceiro goleiro Luca Bucci) da Azzurra que não jogou uma só partida pela Itália na Copa de 1994.

## Títulos

### Internacional
Seleção italiana
- Copa do Mundo de 1994: Vice